# KEO
KEO je vremenska kapsula koja će u svemir biti poslana 2012. godine. Njen je cilj ostati u Zemljinoj atmosferi pedeset tisuća godina.
KEO je UNESCO-ov projekt 21.stoljeća.

## Vanjske poveznice
- Službena stranica